# (72653) 2001 FA45
(72653) 2001 FA45 – planetoida z pasa głównego asteroid okrążająca Słońce w ciągu 4,95 lat w średniej odległości 2,9 j.a. Odkryta 18 marca 2001 roku.